# Carel Albert van Woelderen
Carel Albert van Woelderen (Vlissingen, 12 juli 1877 - Wassenaar, 30 januari 1951) was een Nederlandse militair en burgemeester van Vlissingen.
Van Woelderen, zoon van Carel Louis van Woelderen, studeerde rechten en slaagde in 1910 voor het kandidaatsexamen. Hij begon zijn carrière als militair. Van Woelderen speelde een belangrijke rol in de verijdeling van Troelstra's revolutie van 1918. Hij was de initiator van het massale betoon van trouw aan de koningin op het Malieveld in Den Haag. Als kapitein was Van Woelderen van 1 augustus tot 30 september 1919 hoofd van de militaire inlichtingendienst GS III. In 1927 werd hem de rang van majoor titulair toegekend. Door zijn bijzondere band met het Koningshuis raakte hij later betrokken bij de affaire-Le Roi.
Van 1 oktober 1919 tot 1 juli 1945 was Van Woelderen burgemeester van Vlissingen. Onder zijn leiding kreeg Vlissingen meer aanzien als badplaats, werden de havens vergroot en kwam er meer industrie. Ook zette hij zich in voor de aanleg van het Nollebos. Het Wooldhuis aan de boulevard in Vlissingen nabij het Nollebos, werd in 1931-1932 gebouwd door architect Dirk Roosenburg in opdracht van burgemeester Van Woelderen.
Op 28 april 1943 werd hij door de Duitse politie gearresteerd waarna hem door Friedrich Wimmer, Generalkommissar für Verwaltung und Justiz, met ingang van 2 juni 1943 ontslag werd verleend. In zijn plaats werd door de bezetter P.C. Callenfels benoemd. Na de bevrijding van Vlissingen op 3 november 1944 werd Van Woelderen in alle rechten hersteld.
C.A. van Woelderen bekleedde vele nevenfuncties, waaronder die van president-commissaris van de N.V. Haven van Vlissingen.